# Richard A. Whiting
Richard Armstrong Whiting (Peoria, 12 novembre 1891 – Beverly Hills, 9 febbraio 1938) è stato un compositore statunitense.
Tra i suoi brani più celebri vi sono Hooray for Hollywood, Ain't We Got Fun, Beyond the Blue Horizon e On the Good Ship Lollipop.
Ha ricevuto la candidatura per l'Oscar alla migliore canzone nell'ambito dei Premi Oscar 1937 per When Did You Leave Heaven, brano del film Radiofollie (Sing, Baby, Sing).

## Colonne sonore cinematografiche
Lista parziale.
- Le nostre sorelle di danza (1928)
- Close Harmony (1929)
- Parigi che canta (1929)
- La danza della vita (1929)
- La piovra (1929)
- Sweetie (1929)
- Pointed Heels (1929)
- Montecarlo (1930)
- Nel regno della fantasia (1930)
- Galas de la Paramount (1930)
- Monkey Business - Quattro folli in alto mare (1931)
- Transatlantic Merry-Go-Round (1932)
- Un'ora d'amore (1932)
- Red-Headed Woman (1932)
- Venere bionda (1932)
- La principessa innamorata (1933)
- She Learned About Sailors (1934)
- 365 Nights in Hollywood (1934)
- Alla conquista di Hollywood (1934)
- La mascotte dell'aeroporto (1934)
- Coronado (1935)
- Four Hours to Kill! (1935)
- The Big Broadcast of 1936 (1935)
- Anything Goes (1936)
- Rhythm on the Range (1936)
- Radiofollie (1936)
- Invito alla danza (1937)
- Ready, Willing and Able (1937)
- Hollywood Hotel (1937)
- Cowboy from Brooklyn (1938)